# Fotsiforia malabarensis
Fotsiforia malabarensis là một loài tò vò trong họ Ichneumonidae.